# Хайме Гавілан
Хайме Гавілан Мартінес (ісп. Jaime Gavilán Martínez; 12 травня 1985, Валенсія) — іспанський футболіст, півзахисник клубу «Сансе».

## Клубна кар'єра
Молодий півзахисник починав кар'єру в молодіжній команді «Спортінг Бенімаклет», після якої потрапив до системи «Валенсії». За головну команду клубу він дебютував 19 квітня 2003 року в матчі проти «Вальядоліда». У 2004 - 2006 роках гравець виступав за «Тенерифе» і «Хетафе» на правах оренди. У сезоні 2006/07 йому почав довіряти головний тренер «кажанів» Кіке Флорес і став використовувати його системі ротації «Валенсії». Однак Флореса незабаром змінив Роналд Куман, який віддав перевагу майстернішим гравцям, і Гавілан знову вирушив на правах оренди до «Хетафе». Влітку 2008 року «Хетафе» викупив гравця. За короткий час Хайме став лідером команди, а згодом і її капітаном.

## Кар'єра в збірній
Хайме брав участь у багатьох різних турнірах у складах юнацьких і молодіжних збірних Іспанії. Він завоював дві золоті і одну срібну медаль, граючи в юнацьких та молодіжних збірних.

## Досягнення
- Володар кубка Іспанії (1): 2007/08
- Чемпіон Європи (U-16): 2001
- Срібний призер молодіжного чемпіонату світу (до 20 років) (1): 2003
- Чемпіон Європи (U-19): 2004